# Kim Reynierse
Kimball Peter „Kim” Reynierse (ur. 10 stycznia 1961) – arubański lekkoatleta, długodystansowiec.

## Kariera
W 1986 wygrał maraton w Eindhoven z czasem 2:15:13. W 1991 zajął 23. miejsce w maratonie podczas mistrzostw świata. W 1992 wystartował w biegu maratońskim na igrzyskach olimpijskich, w którym zajął 53. miejsce z czasem 2:25:31. 85. zawodnik mistrzostw świata w półmaratonie (2000).

## Rekordy życiowe
Na podstawie
- bieg na 1500 metrów – 4:10,4 (Roosendaal, 28 sierpnia 1979); rekord Aruby[4]
- bieg na 3000 metrów – 8:24,8 (Middelburg, 6 lipca 1988); rekord Aruby[5][4]
- bieg na 5000 metrów – 14:18,31 (Lejda, 8 maja 1986); rekord Aruby[6][4]
- bieg na 10 kilometrów – 29:08 (Haga, 3 czerwca 1990); rekord Aruby[7]
- bieg na 10 000 metrów – 29:12,53 (Lejda, 14 maja 1986); rekord Aruby[8][4]
- bieg na 10 mil – 48:39 (Haga, 6 listopada 1988); rekord Aruby[9]
- półmaraton – 1:03:06 (Utrecht, 1 maja 1991); rekord Aruby[4]
- bieg maratoński – 2:13:43 (Berchem, 10 września 1989); rekord Aruby[10][4]
- bieg na 3000 metrów z przeszkodami – 9:35,9 (Remscheid, 16 sierpnia 1980); rekord Aruby[4]